# 根岸 (町田市)
根岸（ねぎし）は、東京都町田市の町名。現行行政地名は根岸一丁目及び二丁目。郵便番号は194-0038。

## 地理
町田市の中西部、境川東岸に位置する。北から東にかけて忠生、南で木曽西、西の境川を跨いで神奈川県相模原市中央区淵野辺本町、北西で根岸町と隣接する。北東を通る町田街道と南西を流れる境川に挟まれた区域である。境川に面した南西側から一丁目・二丁目が並ぶ。

### 河川
- 境川 - 神奈川県相模原市との都県境付近を流れる。

## 歴史
町田都市計画忠生土地区画整理事業により新設された。

### 地名の由来
根岸町を参照。

### 沿革
- 2012年（平成24年）2月18日 - 根岸町、木曽町の各一部から根岸一、二丁目を新設[5]。

## 世帯数と人口
2018年（平成30年）1月1日現在の世帯数と人口は以下の通りである。
| 丁目       | 世帯数  | 人口    |
| ---------- | ------- | ------- |
| 根岸一丁目 | 289世帯 | 706人   |
| 根岸二丁目 | 601世帯 | 1,378人 |
| 計         | 890世帯 | 2,084人 |

## 小・中学校の学区
市立小・中学校に通う場合、学区は以下の通りとなる。
| 丁目       | 番地 | 小学校             | 中学校             |
| ---------- | ---- | ------------------ | ------------------ |
| 根岸一丁目 | 全域 | 町田市立忠生小学校 | 町田市立忠生中学校 |
| 根岸二丁目 | 全域 | 町田市立忠生小学校 | 町田市立忠生中学校 |

## 交通

### 鉄道
JR横浜線淵野辺駅が最寄駅である。

### 路線バス
神奈川中央交通により、以下の路線が運行されている。
- 「下根岸」バス停留所などから町田バスセンター・ターミナル行き、鶴川駅行き、橋本駅北口行き（一部便は多摩境駅経由）、淵野辺駅北口行きなどがある。
- 「根岸町内会館入口」バス停留所などから町田バスセンター行き、淵野辺駅北口行きがある。

### 道路
- 東京都道47号八王子町田線（町田街道） - 町域北東辺を通る。
- 神奈川県道・東京都道57号相模原大蔵町線（芝溝街道） - 町域北西辺を通る。
  - 山根橋 - 2001年8月29日開通[9]
- 淡嶋通り - 町田街道と町田駅前通りのほぼ中間を通る。
- 町田駅前通り - 町域中心部を通る。

## 施設

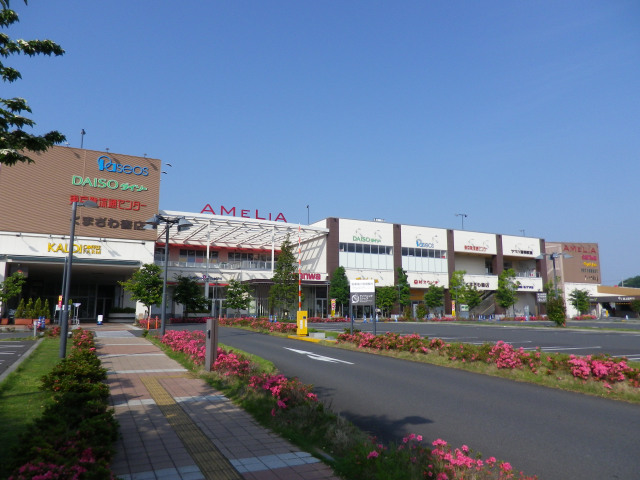
アメリア町田根岸ショッピングセンター

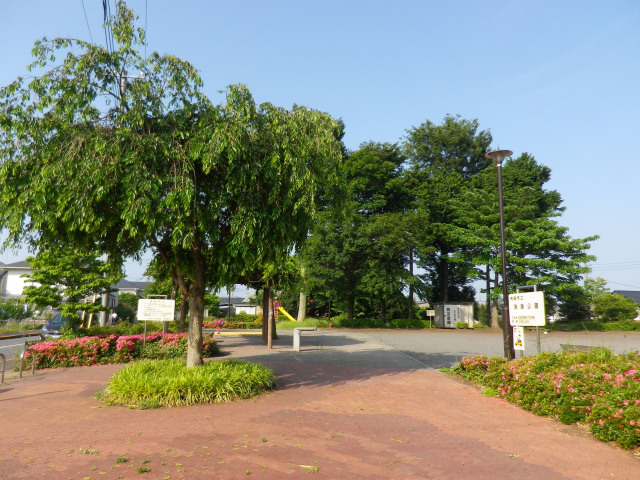
淡島公園

商業
- アメリア町田根岸ショッピングセンター
  - スーパー三和
  - マツモトキヨシ
  - くまざわ書店
  - ダイソー
  - 東京靴流通センター
- サンドラッグ町田根岸店
- ドラッグコスモス町田根岸店

公園
- 根岸公園
- 根岸からさわ公園
- 淡島公園

神社
- 淡嶋神社